# MLab
mLab은 몽고DB 데이터베이스를 호스팅하는 매니지드 클라우드 데이터베이스 서비스이다. mLab은 아마존, 구글, 마이크로소프트 애저 등의 클라우드 제공자에서 실행되며 PaaS 제공자들과 파트너십을 맺고 있다.
2011년 5월, mLab은 1차 펀딩에서 파운드리 그룹 Baseline Ventures, Upfront Ventures, Freestyle Capital, David Cohen으로부터 300만 달러를 확보했다.
2012년 10월, mLab은 추가적으로 500만 달러의 투자를 받았으며 직후 mLab이라는 이름이 인터내셔널 데이터 그룹에 의해 명명되었고 이는 아마존 웹 서비스, 구글 클라우드 SQL, 마이크로소프트 애저, 랙스페이스 등과 더불어 가장 유용한 10대 클라우드 데이터베이스 중 하나가 되었다.
2016년 2월, mLab은 몽고랩(MongoLab)에서 mLab으로 이름을 바꾸면서 새로운 영역과 제품을 확장하였다.

## 서비스형 몽고DB

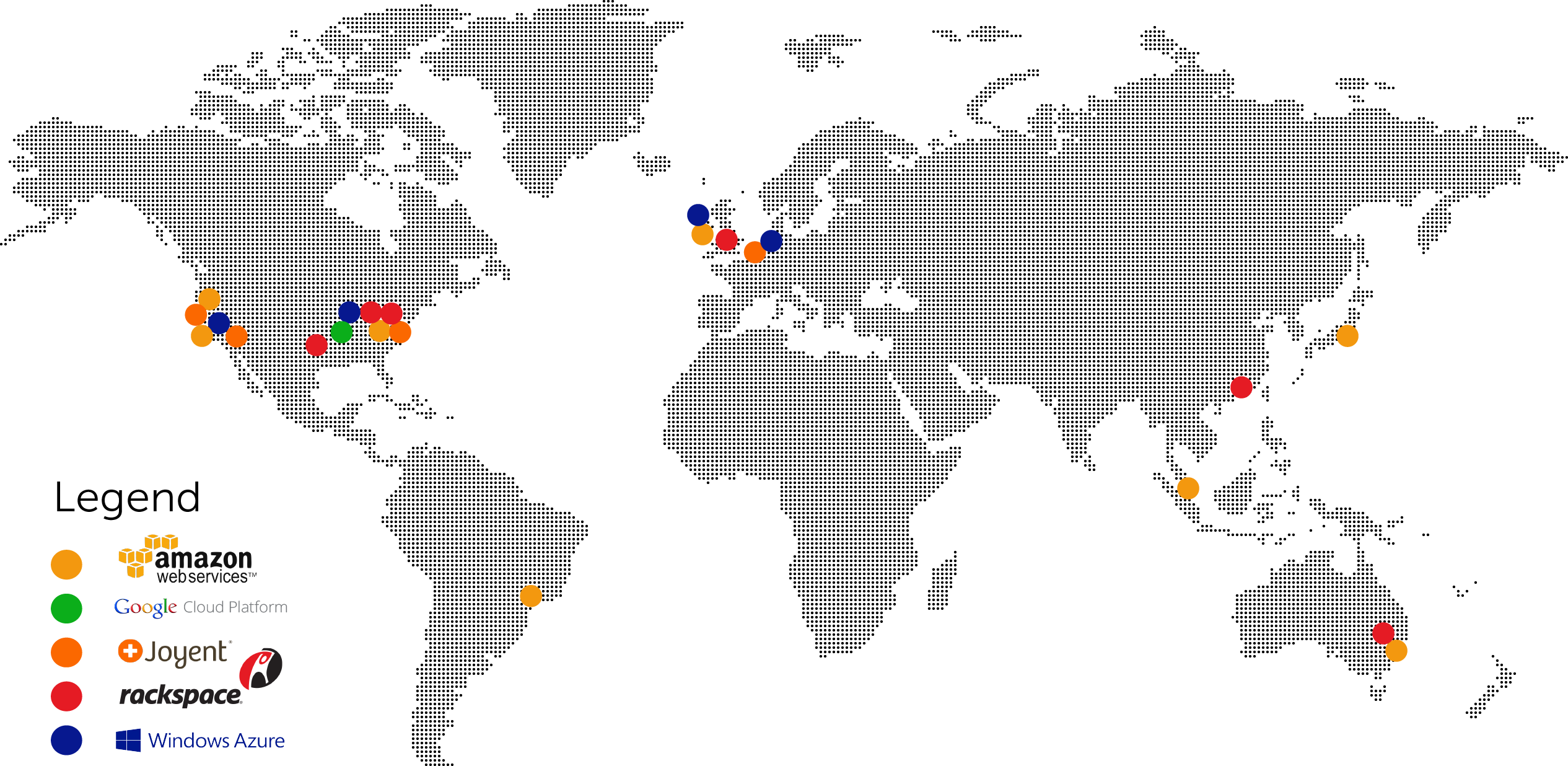
전 세계적으로 mLab은 25개 데이터센터를 운용 중이다.

### IaaS 파트너
- 아마존 웹 서비스 (AWS)
- 구글 클라우드 플랫폼
- 마이크로소프트 애저

### PaaS 파트너
- 헤로쿠

## 추가 문헌
- Empson, Rip (2011년 5월 18일). “Cloud Database Provider MongoLab Raises $3 Million From Foundry, Baseline, And Others”. Techcrunch.
- Ryan, Claire (2012년 4월 26일). “MongoLab Presents At Under The Radar”. Under The Radar. 2016년 3월 25일에 원본 문서에서 보존된 문서. 2018년 2월 18일에 확인함.
- Shulman, Will (2012년 8월 2일). “Why is MongoDB wildly popular? It’s a data structure thing.”. MongoLab. 2015년 9월 15일에 원본 문서에서 보존된 문서. 2018년 2월 18일에 확인함.
- Harris, Derrick (2012년 10월 31일). “MongoLab explains why everyone loves MongoDB (and raises $5M)”. Gigaom. 2018년 2월 19일에 원본 문서에서 보존된 문서. 2018년 2월 18일에 확인함.
- Wen, Ben (2012년 10월 31일). “MongoLab Launches Its MongoDB Cloud Database Service on Microsoft's Windows Azure”. BusinessWire.
- Butler, Brandon (2012년 12월 19일). “10 of the most useful cloud databases”. Network World. 2013년 10월 29일에 원본 문서에서 보존된 문서.
- Aslett, Matt (2013년 9월 18일). “ObjectLabs enjoys developer-driven adoption of MongoLab managed DBaaS”. The 451 Group.